# Tetraibidion ephimerum
Tetraibidion ephimerum là một loài bọ cánh cứng trong họ Cerambycidae.